# Gerard Kemkers
Geert Gerrit Kemkers –conocido como Gerard Kemkers– (Groninga, 8 de marzo de 1967) es un deportista neerlandés que compitió en patinaje de velocidad sobre hielo. 
Participó en los Juegos Olímpicos de Calgary 1988, obteniendo una medalla de bronce en la prueba de 5000 m. Ganó una medalla de plata en el Campeonato Mundial de Patinaje de Velocidad sobre Hielo de 1989 y dos medallas en el Campeonato Europeo de Patinaje de Velocidad sobre Hielo, plata en 1989 y bronce en 1988.

## Palmarés internacional
| Juegos Olímpicos   | Juegos Olímpicos       | Juegos Olímpicos  | Juegos Olímpicos      |
| Año                | Lugar                  | Medalla           | Prueba                |
| ------------------ | ---------------------- | ----------------- | --------------------- |
| 1988               | Calgary (Canadá)       | Medalla de bronce | 5000 m                |
| Campeonato Mundial |                        |                   |                       |
| Año                | Lugar                  | Medalla           | Prueba                |
| 1989               | Oslo (Noruega)         | Medalla de plata  | Clasificación general |
| Campeonato Europeo |                        |                   |                       |
| Año                | Lugar                  | Medalla           | Prueba                |
| 1988               | La Haya (Países Bajos) | Medalla de bronce | Clasificación general |
| 1989               | Gotemburgo (Suecia)    | Medalla de plata  | Clasificación general |